# 本郷登
本郷 登（ほんごう のぼる、生没年不詳）は、江戸時代中期の砲術家。通称は源太郎。父は本郷亘。

## 経歴・人物
因幡鳥取藩士。棒火矢を5町先にとばす短身の百目筒を同藩で初めて作成した。